# فيليبي نونيز (لاعب كرة قدم)
فيليبي نونيز (20 مايو 1990 في البرازيل - ) هو لاعب كرة قدم برازيلي في مركز الوسط . لعب مع جمعية بورتوغيزا الرياضية وغريميو بورتو أليغرينزي ونادي فيغورينسي ونادي جدة نادي كابيفاريانو وIndependente Futebol Clube ‏.

## وصلات خارجية
- فيليبي نونيز على موقع قاعدة بيانات كرة القدم.إي يو (الإنجليزية)
- فيليبي نونيز على موقع Soccerway.com (الإنجليزية)